# حنان أيت الحاج
حنان آيت الحاج (مواليد 2 نوفمبر 1994) بمدينة أكادير ، هي لاعبة كرة قدم مغربية، ولاعبة دولية مع منتخب المغرب لكرة القدم للسيدات منذ عام 2013. تلعب في الرواق الأيمن في خط الدفاع مع نادي الجيش الملكي.
خاضت حنان أيت الحاج تجربة إحترافية في الدوري الإسباني مع نادي سرقسطة لكرة القدم للسيدات، موسم 2020/2021. قادمة من نادي الجيش الملكي.

## الإنجازات
النادي البلدي للعيون
- البطولة الوطنية المغربية (1) : 2015

 الجيش الملكي للسيدات
- البطولة الوطنية المغربية (7) : 2017، 2018، 2019، 2021، 2022، 2023، 2024
- كأس العرش (7) : 2016، 2017، 2018، 2019، 2020، 2021، 2022
- دوري أبطال إفريقيا  (1) : 2022

 المغرب
- كأس أفريقيا للسيدات الوصيف : 2022
- دورة اتحاد شمال أفريقيا (1) : 2020
- بطولة مالطا الدولية (1) : 2022

#### فردية
- أفضل لاعبة في البطولة الوطنية المغربية : 2024